# 学校法人宮崎日本大学学園
宮崎日本大学学園（みやざきにほんだいがくがくえん）は宮崎県宮崎市島之内6822-2にある学校法人。日本大学の準付属校である。高等学校1校、中学校1校を設置・運営している。高等学校及び中学校は学校法人日本大学と付属校提携をしている。（準付属）

## 沿革
- 1963年 - 学校法人宮崎日本大学高等学校設立。宮崎日本大学高等学校設置。
- 1986年 - 宮崎日本大学中学校設置。学校法人宮崎日本大学学園に改称。

## 設置教育機関
- 高等学校
  - 宮崎日本大学高等学校 （日本大学準付属校）
- 中学校
  - 宮崎日本大学中学校 （日本大学準付属校）